# Révolte des Bondelswarts

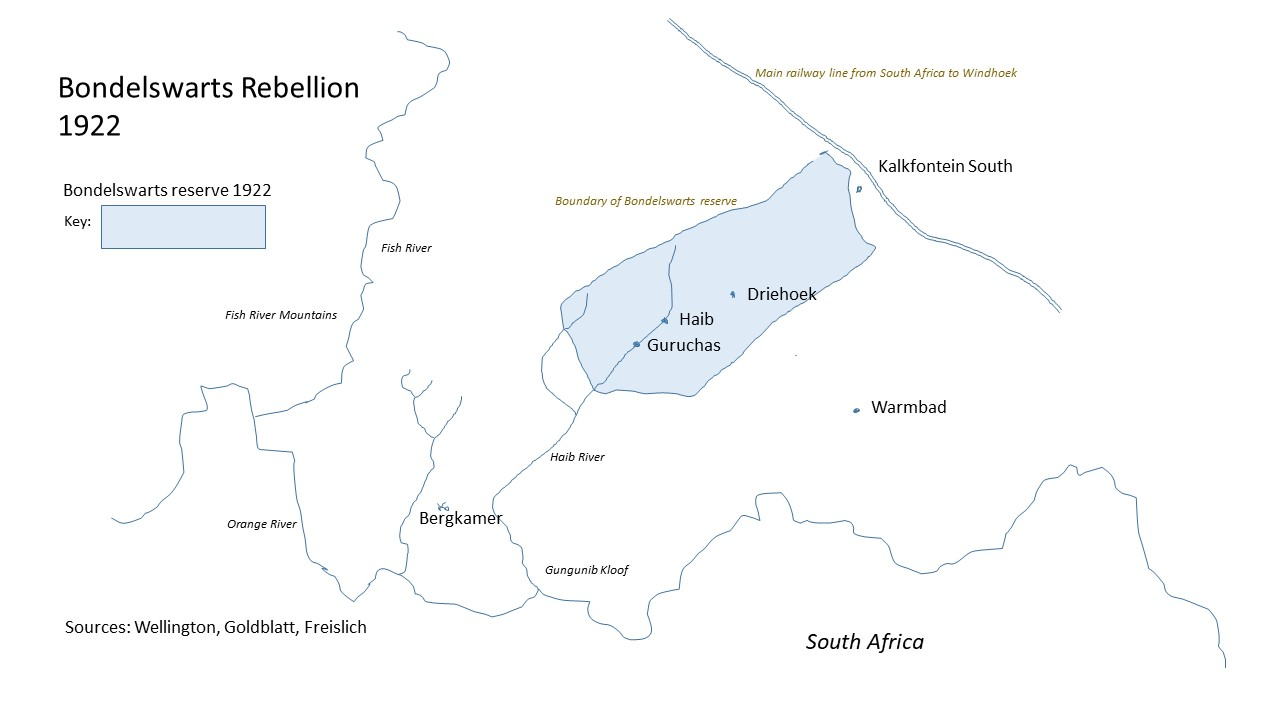
Les lieux cle de la revole des Bondelswarts

La Révolte des Bondelswarts survint durant le mandat de l'Afrique du Sud sur le Sud-Ouest africain.
En 1917, l'administration sud-africaine créé une taxe sur les chiens et elle l'augmente encore en 1921. Cette taxe est rejetée par la tribu des Bondelswarts, appartenant à l’ethnie Khoikhoi, qui s'oppose également à l'arrestation de cinq protestataires.
En mai 1922, 500 à 600 Bondelswarts (dont 200 armés, bien que 40 armes seulement furent récupérées après la répression) sont prêts à combattre l'administration. Jan Smuts envoie alors une armée de 400 soldats ainsi que son aviation pour bombarder la rébellion, causant la mort d'au moins 100 hommes, femmes et enfants,.

## Liens Externes
- Gavin Lewis, « The Bondelswarts Rebellion of 1922 », Department of History at Rhodes University, 1977